# Le Monteil, Cantal

Le Monteil este o comună în departamentul Cantal, Franța. În 1 ianuarie 2022 avea o populație de 269 de locuitori.